# آرو باياري
آرو أولافي باياري (بالفنلندية: Aaro Pajari)‏ (17 يوليو 1897 – 14 أكتوبر 1949) هو لواء في الجيش الفنلندي، خلال الحرب العالمية الثانية. وهو أحد القادة في حرب لابي.